# American-Arab Anti-Discrimination Committee
L'American-Arab Anti-Discrimination Committee (ADC) è un'organizzazione statunitense per i diritti civili negli Stati Uniti.

## Ideologia
Secondo il suo sito interne, il comitato è aperto a tutte le persone di qualsiasi fede religiosa ed etnia, i suoi membri provengono da tutti gli Stati federati degli Stati Uniti d'America. Esso rivendica che tre milioni di americani affondano le loro radici in un paese arabo. L'ADC si propone di "rafforzare l'azione civica di tutti gli arabi americani, difendere i diritti civili di tutte le persone, promuovere il patrimonio culturale arabo, promuovere la partecipazione civica, favorire una equilibrata politica americana in Medio Oriente e la libertà di sostegno allo sviluppo nel mondo arabo. ADC propone anche di combattere la discriminazione e il pregiudizio nei confronti degli arabo-americani, compresi gli stereotipi che associno automaticamente gli arabi ai musulmani.. L'ADC è un membro della Conferenza Leadership per i diritti civili (LCCR) ed ha un seggio in seno al comitato esecutivo